# Peter Terrin
Peter Terrin (Tielt, Flandes Occidental, 3 d'octubre de 1968) és un escriptor flamenc en neerlandès autor de cinc novel·les i dos relats de contes. Ha guanyat el Premi de Literatura de la Unió Europea i l'AKO Literatuurprijs.

## Biografia
La primera novel·la de Terrin, Kras, es va publicar el 2001; i Blanco (2003), descrita com un «col·lapse kafkià de la realitat» i traduïda al suec el 2006, va ser l'obra que el va projectar. El setmanari flamenc Knack, on Terrin manté el seu blog, va classificar Blanco com la millor novel·la en neerlandès sobre la relació pare-fill des de l'obra Karakter, de Ferdinand Bordewijk. La seva tercera novel·la, Vrouwen en kinderen eerst, es va publicar el 2004.
El 2009 va publicar la novel·la El vigilant (títol original, De bewaker), definida com una «al·legoria distòpica, fredament bella» per Eileen Battersby a The Irish Times. Per aquesta obra va guanyar el Premi de Literatura de la Unió Europea de 2010, i la seva novel·la Post mortem va guanyar l'AKO Literatuurprijs de 2012.
Terrin cita Willem Frederik Hermans com una influència important pel seu estil minimalista, i els crítics han reconegut la influència de J. Bernlef en la seva prosa.

## Obra publicada
Novel·les
- Kras (2001)[4]
- Blanco (2003)[4]
- Vrouwen en kinderen eerst (2004)[4]
- De bewaker (2009).[4] Traduïda al català com a El vigilant per Maria Rosich amb Raig Verd (2014)[6]
- Post mortem (2012) Traduïda al català com a Post mortem per Maria Rosich amb Raig Verd (2016)
- Monte Carlo (2014) Traduïta al català com a Montecarlo per Maria Rosich amb Raig Verd (2018)[7]

Relats curts
- De code (1998)[4]
- De bijeneters (2006)[4]